# Puch bei Hallein
Puch bei Hallein é um município da Áustria, situado no distrito de Hallein, no estado de Salzburgo. Tem 21,01 km² de área e sua população em 2019 foi estimada em 4.659 habitantes.